# Natsue Kondo
Natsue Kondo (近藤 奈津枝 Kondō Natsue?) (Iwakuni, 13 de enero de 1966) es una oficial naval japonesa que el 22 de diciembre de 2023 se convirtió en la primera mujer almirante en la historia de Japón, tras haber sido la primera mujer oficial de la armada japonesa en diciembre de 2016.

## Biografía
Natsue Kondo nació en la localidad de Iwakuni, en la prefectura de Yamaguchi de Japón. Kondo estudió en la Universidad de Yamaguchi.
En 1989, tras graduarse como universitaria, se unió a la Fuerza Marítima de Autodefensa de Japón, que aceptaba la incorporación de mujeres desde 1974.
En diciembre de 2016, fue promovida al rango de contraalmirante (将補 Shō-ho?) y se le nombró directora general de logística en la oficina del Jefe de Estado Mayor del Estado Mayor conjunto de las Fuerzas de Autodefensa japonesas. Con este nombramiento, Kondo se convirtió en la primera mujer oficial de la armada japonesa (el rango de contraalmirante en Japón es equivalente a OF-7 en la escala OTAN, siendo el primer rango de oficiales).
El 15 de diciembre de 2023, se hizo pública su promoción la semana siguiente a «sho» (海将 Shō?), traducido habitualmente como almirante o vicealmirante y correspondiente a un rango de oficial OF-8 en el código OTAN, siendo de facto el rango más alto de la armada japonesa actual, pues el siguiente rango es directamente el de Jefe de Estado Mayor (幕僚長たる海将 Bakuryōchō-taru-kaishō?), correspondiente a un OF-9 OTAN.